# Zamek Taymouth
Zamek Taymouth (ang. Taymouth Castle) – zabytkowy zamek w Szkocji.
Zamek znajduje się na północny wschód od wioski Kenmore, Perth i Kinross, w Highlands.
Około 1550 zamek Balloch, jak wówczas nazywano Taymouth, był własnością sir Duncana Campbella, pierwszego baroneta. Jego potomek John Campbell, 2. hrabia Breadalbane (1662-1752), przejął władzę w 1717 i rozpoczął przebudowę zamku oraz zagospodarowanie terenu. Jego syn John, jako lord Glenorchy, a później 3. hrabia Breadalbane opracował w 1720 pierwszy projekt zamku. Campbellowie w 1740 przenieśli się z zamku Kilchurn do zamku Taymouth w Perthshire.

Herb  hr. Breadalbane i Holandii(inne języki)
Herb klanu Campbell